# Umudike
Umudike é um assentamento semi-urbano em Ikwuano LGA Abia State, na Nigéria, a cerca de 11 quilômetros a sudeste de Umuahia, a capital do estado. É o lar da Universidade de Agricultura Michael  Okpara  e do Instituto Nacional de Pesquisa de Cultivos de Raiz. A cidade é cercada por outras comunidades / aldeias vizinhas com as quais compartilha crenças comuns e ética sociocultural. Estas cidades incluem; Umuariaga, Amaoba, Amawom, Nnono, Ndoro e Ahuwa. Essas cidades acomodam cerca de 50% dos estudantes da Universidade Michael Okpara. A cidade é conhecida por seu popular festival 'Ekpe', que acontece todo mês de janeiro. Este festival atrai um número de turistas de estados vizinhos e até países.